# Hỏa-Lò-Gefängnis

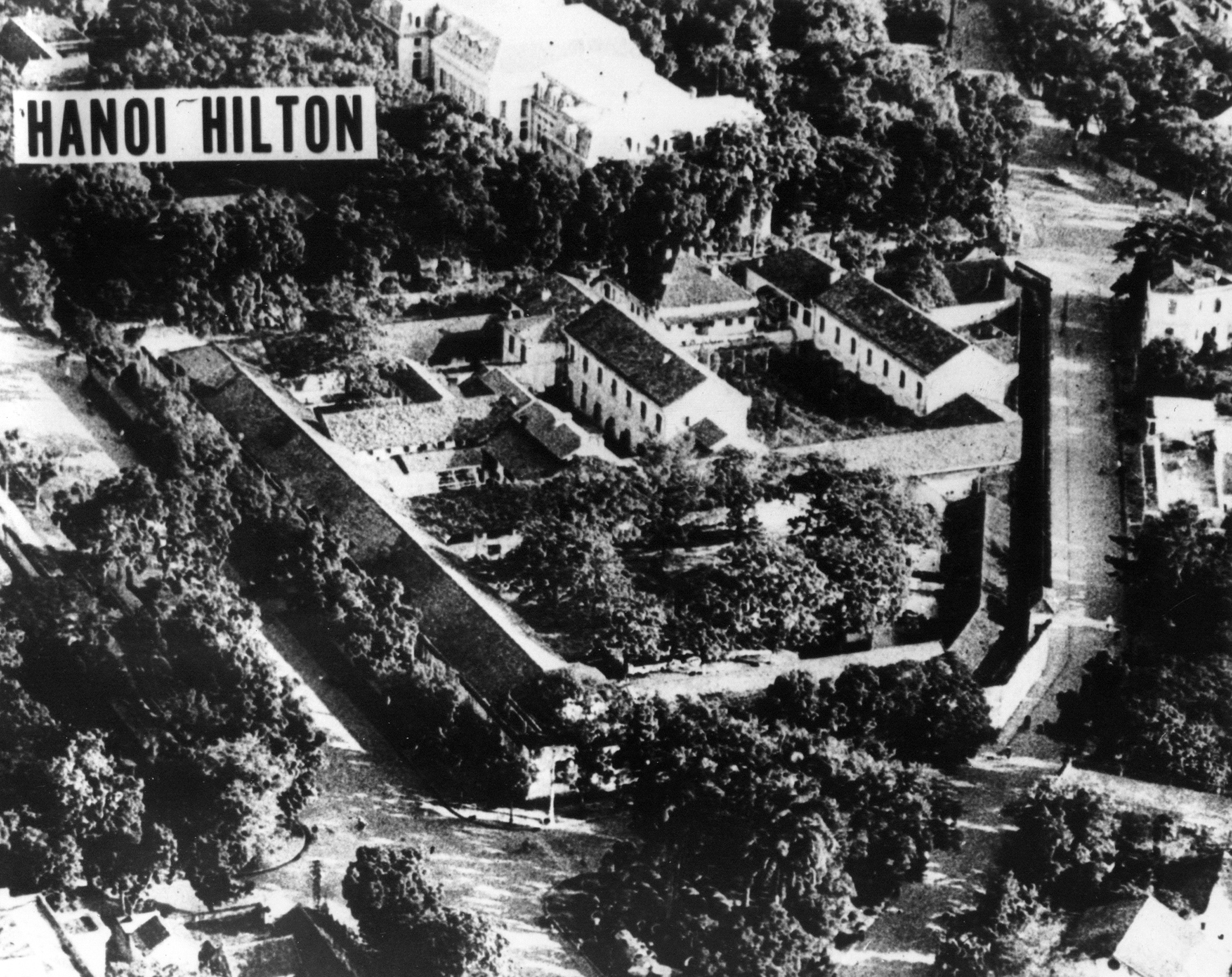
Das Hỏa-Lò-Gefängnis auf einem Luftbild aus dem Jahr 1970

Das Hỏa-Lò-Gefängnis (vietnamesisch Hỏa Lò ‚glühender Ofen‘) war ein Gefängnis für politische Gefangene in Hanoi, Vietnam. In Anlehnung an die Hilton Hotels war die ironische Bezeichnung amerikanischer Kriegsgefangener für die Einrichtung Hanoi Hilton.
Erbaut wurde das Gefängnis 1904 von den Franzosen, um vietnamesische Widerstandskämpfer zu inhaftieren und zu foltern. Während des Vietnamkriegs diente das Gebäude den Nordvietnamesen als Gefängnis für amerikanische Kriegsgefangene.
Durch den Film Hanoi Hilton wurde der Name zu einem feststehenden Begriff.

## Bekannte Inhaftierte

Die Lagerordnung

- Bernhard Diehl, deutscher Arzt, Angehöriger des Malteser-Hilfsdiensts
- Joseph Kittinger, Pilot der US-Luftwaffe, Stratosphären-Fallschirmspringer
- William Lawrence, Pilot der US-Marine
- John McCain, Pilot der US-Marine, Politiker der Republikanischen Partei, Senator und Präsidentschaftskandidat 2008
- James Robinson Risner, Pilot der US-Luftwaffe
- Monika Schwinn, deutsche Krankenpflegerin, Angehörige des Malteser-Hilfsdiensts
- James Stockdale, Helikopterpilot der US-Luftwaffe